# Tsikoudia
Tsikoudia (en grec τσικουδιά) o raki (ρακή) és una beguda alcohòlica basada en el raïm que es fa a Creta a Grècia, és molt semblant al tsípuro,i es fa de destil·lar brisa, és a dir el subproducte del raïm quan es fa vi. La brisa es fa fermentar durant sis setmanes en bótes i després es destil·la. És un producte similar a la grappa italiana i a l'aiguardent espanyol i portuguès o al marc francès. Té un grau alcohòlic del 34% però fet a casa pot arribar al 60-90%.
Sovint es serveix d'aperitiu. Pot estar saboritzat amb pell de llimona, romer o mel.